# Ire Works
Albums de The Dillinger Escape Plan
Plagiarism
(2006) Option Paralysis
(2010)
Ire Works est le troisième album du groupe de Mathcore The Dillinger Escape Plan, sorti en 2007.

## Listes de chansons
Toutes les chansons sont écrites et composées par Ben Weinman et Greg Puciato.
| No  | Titre                     | Durée |
| --- | ------------------------- | ----- |
| 1.  | Fix Your Face             | 2:41  |
| 2.  | Lurch                     | 2:03  |
| 3.  | Black Bubblegum           | 4:04  |
| 4.  | Sick on Sunday            | 2:10  |
| 5.  | When Acting as a Particle | 1:23  |
| 6.  | Nong Eye Gong             | 1:16  |
| 7.  | When Acting as a Wave     | 1:33  |
| 8.  | 82588                     | 1:56  |
| 9.  | Milk Lizard               | 3:55  |
| 10. | Party Smasher             | 1:56  |
| 11. | Dead as History           | 5:29  |
| 12. | Horse Hunter              | 3:11  |
| 13. | Mouth of Ghosts           | 6:49  |

## Musiciens
- Greg Puciato – Chant, guitare rythmique
- Ben Weinman – Guitare solo, piano, programmation, chœurs
- Liam Wilson – Guitare basse
- Gil Sharone – Batterie, percussions